# Liste von Söhnen und Töchtern der Stadt Dessau-Roßlau
Die folgende Liste enthält bekannte Söhne und Töchter von Dessau und Roßlau. Sie werden chronologisch nach ihrem Geburtsjahr aufgelistet. Ob die Personen ihren späteren Wirkungskreis in Dessau oder Roßlau hatten oder nicht, ist dabei unerheblich.

## Bis 1800
- 1507, 15. August, Georg III., † 17. Oktober 1553, Fürst von Anhalt-Dessau, lutherischer Reformator
- 1574, 2. Juli, Dorothea Maria von Anhalt, † 18. Juli 1617 in Weimar, Herzogin von Sachsen-Weimar
- 1579, 17. Juni, Ludwig I., † 7. Januar 1650 in Köthen, Fürst von Anhalt-Köthen, Begründer der Fruchtbringenden Gesellschaft
- 1603, 21. März, Hans Friedrich von Knoch, † 12. Mai 1660 in Senftenberg, Offizier, Oberst und Mitglied der Fruchtbringenden Gesellschaft
- 1609, 26. Juli, Adolph Wilhelm von Krosigk, † 1665, Politiker, Diplomat und Gesandter
- 1627, 17. November, Johann Georg II., † 7. August 1693, Fürst von Anhalt-Dessau
- 1653, 7. Januar, Bernhard Friedrich Albinus, † 7. September 1721 in Leiden, Mediziner
- 1676, 3. Juli, Leopold I., genannt „Der Alte Dessauer“, † 9. April 1747, Fürst von Anhalt-Dessau, preußischer Feldmarschall
- 1687, 4. August, Prinz Johann Wilhelm Friso, † 14. Juli 1711 in Strijensas (Niederlande), Statthalter der Niederlande und Ahnherr des niederländischen Königshauses
- 1695, 19. April, Georg Albrecht, † 12. Juni 1739 in Barby, Herzog von Sachsen-Weißenfels-Barby
- 1700, 25. Dezember, Leopold II., † 16. Dezember 1751, Fürst von Anhalt-Dessau
- 1729, 6. September, Moses Mendelssohn, † 4. Januar 1786 in Berlin, Philosoph
- 1740, 10. August, Leopold III., † 9. August 1817, eigentlich Leopold III. Friedrich Franz, genannt „Vater Franz“, Fürst von Anhalt-Dessau
- 1751, 22. Dezember, August Rode, † 16. Juni 1837, Schriftsteller und Politiker
- 1753, 19. Dezember, Gräfin Wilhelmine von Lichtenau, † 9. Juli 1820 in Berlin, Geliebte von König Friedrich Wilhelm II. (Preußen)
- 1763, 5. September, Franz Graf von Waldersee, † 30. Mai 1823, Politiker und Schriftsteller
- 1785, 1. April, Ferdinand Johann von Olivier, † 11. Februar 1841 in München, Maler
- 1789, 25. Oktober, Samuel Heinrich Schwabe, † 11. April 1875, Astronom
- 1790, 22. März, Gottfried Bandhauer, † 20. März 1837, Baumeister des Klassizismus
- 1791, 23. April, Woldemar Friedrich von Olivier, † 5. September 1859, Maler
- 1791, 25. April, Franz von Waldersee, † 16. Januar 1873 in Breslau, preußischer General der Kavallerie
- 1794, 1. Oktober, Leopold IV. Friedrich, † 22. Mai 1871, Herzog von Anhalt-Dessau
- 1794, 7. Oktober, Wilhelm Müller, † 1. Oktober 1827, Dichter
- 1795, 21. Juli 1795, Friedrich von Waldersee, † 15. Januar 1864 in Potsdam, preußischer Generalleutnant, Kriegsminister und Militärschriftsteller
- 1796, 19. März, Carl Gollmick, † 3. Oktober 1866 in Frankfurt am Main, Komponist
- 1799, 28. März, Carl von Basedow, † 11. April 1854 in Merseburg, Arzt

## 1801 bis 1900
- 1811, 22. Dezember, Ludwig Philippson, † 29. Dezember 1889 in Bonn, Rabbiner, Schriftsteller und Verleger
- 1818, 20. Juni, August Fuchs, † 8. Juni 1847, Altphilologe
- 1822, 15. August, Wilhelm Rust, † 2. Mai 1892 in Leipzig, Komponist
- 1823, 6. Dezember, Friedrich Max Müller, † 28. Oktober 1900 in Oxford, Sprachforscher
- 1827, 29. Januar, Theodor Ackermann, † 10. Juni 1911, Verleger
- 1827, 14. Mai, Theodor Schneider, † 15. Juni 1909 in Zittau, Musiker, Kantor und Kirchenmusikdirektor
- 1827, 7. September, Wilhelm Hosäus, † 17. Juli 1900, Bibliothekar, Schriftsteller und Theologe
- 1831, 29. April, Friedrich I., † 24. Januar 1904 in Ballenstedt, Herzog von Anhalt
- 1832, 1. März, Friedrich Grützmacher, † 23. Februar 1903 in Dresden, Komponist und Cellist
- 1835, 4. September, Leopold Grützmacher, † 26. Februar 1900 in Weimar, Komponist und Cellist
- 1841, 18. Juli, Johanne Henriette Müller, † 8. Juli 1916 in Hamburg, Hamburger Original („Zitronenjette“)
- 1845, 17. April, Max Arnhold, † 4. Dezember 1908 in Dresden, Bankier
- 1849, 10. Juni, Eduard Arnhold, † 10. August 1925 in Neuhaus, Unternehmer und Kunstmäzen
- 1855, 2. September, Otto Strützel, † 25. Dezember 1930 in München, Maler
- 1856, 19. August, Friedrich II., † 21. April 1918 auf Schloss Ballenstedt, Herzog von Anhalt
- 1858, 28. Oktober, Friedrich von Kalitsch, † 8. Januar 1938 auf Gut Bärenthoren, Forstmann
- 1861, 18. April, Eduard, † 13. September 1918 in Berchtesgaden, Herzog von Anhalt
- 1861, 12. November, Georg Steindorff, † 28. August 1951 in North Hollywood (USA), Ägyptologe
- 1870, 10. Januar, Hans von Raumer, † 3. November 1965 in Berlin, Politiker (DVP) und Reichswirtschaftsminister
- 1876, 9. Januar, Hans Bethge, † 1. Februar 1946 in Göppingen, Schriftsteller und Lyriker
- 1879, 23. April, Walther Spielmeyer, † 6. Februar 1935 in München, Psychiater und Neurologe
- 1881, 13. Februar, Fritz Hesse, † 30. April 1973 in Bad Neuenahr, Politiker (DDP), Oberbürgermeister Dessaus 1918 bis 1933
- 1881, 12. November, Maximilian von Weichs, † 27. September 1954 in Rösberg, General, Armee- und Heeresgruppenkommandeur
- 1884, 5. März, Hermann Heller, † 22. November 1941 in Dessau, Widerstandskämpfer gegen den Nationalsozialismus
- 1891, 6. Dezember, Gotthard Sachsenberg, † 23. August 1961 in Bremen, Offizier, Unternehmer und Politiker (Wirtschaftspartei)
- 1895, 12. Oktober, Henrik Herse, † 16. März 1953, Schriftsteller
- 1900, 2. März, Kurt Weill, † 3. April 1950 in New York, Komponist

## Ab 1901
- 1901, 11. Januar, Joachim Ernst, † 18. Februar 1947 in Buchenwald, Herzog von Anhalt
- 1903, 27. November, Richard Paulick, † 4. März 1979 in Berlin, Architekt
- 1908, 8. April, Heinz Schubert, † 1945, Komponist und Dirigent
- 1909, 17. Juni, Karl Gatermann der Jüngere, † 3. April 1992 in München, Maler, Grafiker und Bühnenbildner
- 1911, 14. Dezember, Hans von Ohain, † 13. März 1998 in Melbourne (Florida), Physiker
- 1912, 28. Januar, Ursula Herking, † 17. November 1974 in München, Schauspielerin
- 1914, 16. März, Hans Georg Schachtschabel, † 29. Oktober 1993 in Mannheim, Politiker (SPD)
- 1914, 1. April, Willi Meinck, † 7. April 1993 in Zittau, Schriftsteller
- 1914, 1. April, Gerhard Münch, † unbekannt, Politiker, Mitglied der Volkskammer der DDR
- 1919, 30. Januar, Rudi Huhn, † 24. Juni 2010 in Leichlingen, Tischlermeister, Fotograf und Autor
- 1921, 22. März, Wolfgang Schwenke, † 3. Mai 2006 in Fürstenfeldbruck, Zoologe, Entomologe und Forstwissenschaftler
- 1925, 11. Februar, Horst Bollmann, Schauspieler
- 1925, 12. März, Horst Mehring, † 15. Mai 2017 in Oldenburg, Schauspieler
- 1926, 11. April, Bobby Bölke, eigentlich Walter Bölke, † 24. Mai 2007 in Berlin, Schauspieler und Moderator
- 1926, 27. Juni, Joost Siedhoff, Schauspieler
- 1926, 1. Oktober, Gerhard Stolze, † 11. März 1979 in Garmisch-Partenkirchen, Opernsänger
- 1932, 24. Juni, Eberhard Natho, † 15. Dezember 2022 in Dessau-Roßlau, evangelischer Theologe, 1970–94 Kirchenpräsident der Evangelischen Landeskirche Anhalts
- 1933, 26. Februar, Brigitte Grothum, Schauspielerin
- 1933, 14. Dezember, Hans Jürgen Sonnenberger, Rechtswissenschaftler
- 1935, 25. Mai, Dieter Strützel, Kulturwissenschaftler
- 1935, 5. September, Dieter Hallervorden, Schauspieler und Kabarettist
- 1940, 31. Dezember, Imi Knoebel, Maler und Bildhauer
- 1940, 7. Mai, Dorit Zinn, Schriftstellerin
- 1943, 28. Januar, Manfred Jendryschik, † Juni 2025, Erzähler, Lyriker und Essayist
- 1946, 10. Oktober, Emil Schult, Maler und Musiker („Kraftwerk“)
- 1951, 26. Juli, Günter Dreibrodt, Handballspieler
- 1959, 5. Juni, Werner Schildhauer, Leichtathlet
- 1962, 8. September, Thomas Kretschmann, Schauspieler
- 1968, 19. Januar, Steffi Lemke, Politikerin (Bündnis 90/Die Grünen)
- 1968, 29. Juni, Tilo Kummer, Politiker (Die Linke)
- 1970, 6. Januar, Susanne Evers, Schauspielerin (Lindenstraße)
- 1976, 25. Februar, Danny Fuchs, Fußballspieler
- 1977, 18. Februar, Beatrice Kaps-Zurmahr, Schauspielerin
- 1981, 11. Juli, Sandra Naujoks, professionelle Pokerspielerin, bekannt als „Black Mamba“
- 1985, 27. November, Jana Gegner, Inline-Speedskaterin und Eisschnellläuferin
- 1990, 10. April, Florian Hempel, Dartspieler und Handballtorwart
- 1997, 27. November, Tom Müller, Fußballtorhüter